# Oldsmobile Model X
La Model X è un'autovettura prodotta dall'Oldsmobile dal 1908 al 1909. Era simile alla Model M e alla Model DR.

## Storia

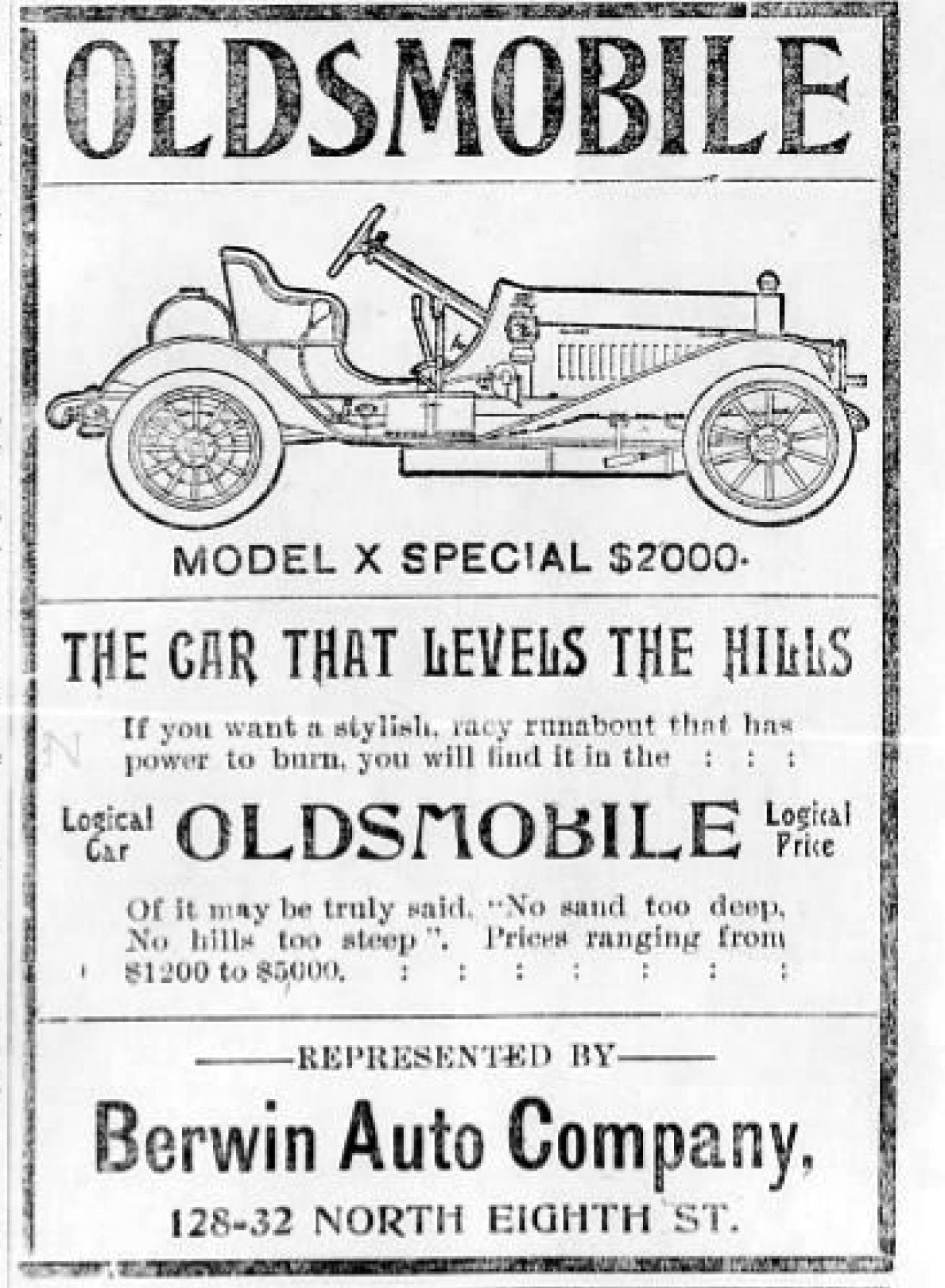
Annuncio della Model X Roadster

Il modello aveva montato un motore a quattro cilindri in linea da 4.949 cm³ di cilindrata che erogava 32 CV di potenza. Tale propulsore era raffreddato ad acqua.
Il propulsore era anteriore, mentre la trazione era posteriore. Il moto alle ruote posteriori era trasmesso tramite un albero di trasmissione. Il cambio era a tre rapporti con leva collocata a destra del guidatore. Il freno a pedale agiva sull'albero motore, mentre il freno di stazionamento operava tramite tamburo sulle ruote posteriori.
Era offerta con carrozzeria torpedo quattro porte e roadster due porte. I fanali erano ad acetilene.